# Museo di Saragozza
Il museo di Saragozza (in spagnolo: Museo de Zaragoza) è un museo nazionale sito nella Plaza de los Sitios della città di Saragozza in Spagna. Le sue collezioni spaziano dal Paleolitico inferiore all'era moderna e comprendono archeologia, belle arti, etnologia e ceramica iberica.
È il museo più antico della città e il suo edificio principale - che ospita l'esposizione di belle arti e archeologia - è la struttura neo-rinascimentale progettata per l'Esposizione ispano-francese del 1908 da Ricardo Magdalena e Julio Bravo. Il suo design è stato ispirato dal Patio de la Infanta, dimora del mercante rinascimentale e mecenate Gabriel Zaporta. Il museo ha anche un'esposizione di etnologia alla Casa Pirenaica, un'esposizione di ceramiche alla Casa de Albarracín nel Parque José Antonio Labordeta e i resti della Colonia Celsa a Velilla de Ebro.